# Иов (Кресович)
Архиепископ Иов (в миру Владимир Адрианович Кресович; 15 сентября 1898, село Мокрец, Волынская губерния — 4 декабря 1977, Львов) — епископ Русской православной церкви, архиепископ Ивановский и Кинешемский.

## Биография
Владимир Адрианович Кресович родился в семье священника, все его предки-мужчины были священнослужителями. Окончил Мелецкое духовное училище (1913), Кременецкую духовную семинарию (1922).
30 октября 1921 года епископом епископ Кременецким Дионисием (Валединским) рукоположён в сан диакона.
С 5 марта 1922 — священник Свято-Николаевской церкви Кременецкого Богоявленского монастыря.
С 1922 года — настоятель Свято-Троицкой церкви в местечке Рохманов, ныне Тернопольской области, одновременно исполнял обязанности противосектантского миссионера Кременецкого уезда.
С 1932 года — настоятель Свято-Троицкой церкви в селе Тараканове, ныне Волынской области. Исполнял обязанности уездного противосектантского миссионера Дубенского уезда.
С 1935 года — настоятель церкви св. Иоанна Милостивого в селе Любче, ныне Волынской области и благочинный Рожищенского округа, Луцкого уезда. В 1942 году овдовел.

### Архиерей
Поступил в братию Почаевской лавры и 21 июля 1942 года пострижен в монашество митрополитом Алексием (Громадским) и возведён в сан архимандрита.
С 24 июля 1942 года хиротонисан в Почаевской лавре во епископа Луцкого, викария Волынской епархии, в юрисдикции Украинской автономной православной церкви, сохранявшей в условиях немецко-фашистской оккупации каноническое общение с Московской Патриархией.
С 6 июня 1943 года — епископ Кременецкий и Дубенский. Остался с паствой. (Кременец освобождён Красной армией 19 марта 1944 года).
С 14 февраля 1945 года — епископ Измаильский Русской православной церкви.
6 июня 1945 года указом Президиума Верховного Совета СССР награждён медалью «За доблестный труд в Велиой Отечественной войне 1942—1945 гг.»
5 апреля 1946 года по болезни уволен на покой в один из монастырей Кишинёвской епархии.
С 29 июля 1946 года — епископ Лысковский, викарий Горьковской епархии.
В 1948 году временно управлял Горьковской епархией.
С 7 декабря 1950 года — епископ Великолукский и Торопецкий.
С 20 июля 1951 года — епископ Чебоксарский и Чувашский, с января 1953 года — временно управляющий Ульяновской епархией.
С 28 января 1953 года — епископ Казанский и Чистопольский и до 21 декабря 1955 года — временно управляющий Чебоксарской епархией.
25 февраля 1954 года возведён в сан архиепископа.
4 августа 1955 года участвовал в погребении епископа Саратовского и Балашовского Вениамина (Милова) и в августе — ноябре того же года временно управлял Саратовской епархией.
В 1956 году получил возможность посетить Почаевскую лавру и участвовать в богослужениях в ней 9—11 сентября, на праздник преп. Иова Почаевского.
С 26 декабря 1957 года — архиепископ Казанский и Марийский. Был известен как красноречивый проповедник.

### Осуждение в 1960 году
В марте 1960 года освобождён от управления епархией; через месяц был приговорён к трём годам лишения свободы по обвинению в неуплате налогов и сокрытии доходов. Реальная причина осуждения — противодействие закрытию храмов в епархии в период осложнения отношений между церковью и государством при Никите Хрущёве. Митрополит Николай (Ярушевич) в беседе с архиепископом Василием (Кривошеиным) рассказал об обстоятельствах осуждения владыки Иова:

Поверьте мне, все эти финансовые обвинения неверны или, во всяком случае, неверны на восемьдесят процентов. Истинная подоплёка дела с архиепископом Иовом не в этом. Он был деятельным архиереем, проповедовал, ездил по приходам, боролся с безбожием, противился закрытию приходов. Это, конечно, не понравилось гражданским властям, его решили убрать, но так как прямо обвинить его за его церковную работу было неудобно, то против него выдвинули обвинение в неуплате налогов.

### После освобождения
В 1963—1967 годах жил на покое в Львове.
С 23 октября 1967 года — архиепископ Уфимский и Стерлитамакский.
С 16 октября 1973 года — архиепископ Ивановский и Кинешемский.
6 октября 1977 года, будучи тяжело больным, по собственному желанию был уволен на покой и переехал во Львов, где жил у своих детей. Скончался 4 декабря во Львове. Отпевание в Георгиевской церкви возглавил митрополит Львовский и Тернопольский Николай (Юрик); похоронен на Яновском кладбище города.
В некрологе, опубликованном в «Журнале Московской Патриархии», говорилось, что владыка Иов был «человеком, глубоко преданным церкви, скромным, мирным…, которого повсюду, где он побывал, запомнили как доброго и щедрого пастыря, горячо преданного Богу и милостивого к людям». Таким образом, церковь фактически дезавуировала приговор суда в отношении архиепископа (ранее священноначалие уже определило своё отношение к этому приговору, назначая владыку Иова на архиерейские кафедры).